# Ames (Texas)
Ames ist eine Kleinstadt im Liberty County im US-Bundesstaat Texas in den Vereinigten Staaten von Amerika. Das U.S. Census Bureau hat bei der Volkszählung 2020 eine Einwohnerzahl von 937 ermittelt.

## Geographie
Die Stadt liegt im Südosten von Texas am Leon River, ist im Osten etwa 80 Kilometer von Louisiana, im Süden etwa 60 Kilometer vom Golf von Mexiko entfernt und hat eine Gesamtfläche von 8,2 km², ohne nennenswerte Wasserfläche. Die Entfernung zu Houston im Südwesten beträgt ungefähr 80 Kilometer.

## Geschichte
Benannt wurde die Stadt nach William Ames, einem frühen Siedler in diesem Gebiet und späteren Eisenbahnfunktionär. Das erste Postbüro eröffnete 1893 und die erste Telefonverbindung kam 1905 zustande. Einen Anschluss an das öffentliche Stromnetz bekam der Ort erst 1941. Die Schule, die bis dahin von zwei Lehrern betreut wurde, schloss 1940 und die Schüler wurden täglich ins benachbarte Gatesville gefahren. Das Postbüro wurde 1957 geschlossen, ebenso wie die einzige Kirche am Ort.

## Demografische Daten
Nach der Volkszählung im Jahr 2000 lebten hier 1079 Menschen in 407 Haushalten und 293 Familien. Die Bevölkerungsdichte betrug 131,4 Einwohner pro Quadratkilometer. Ethnisch betrachtet setzt sich die Bevölkerung zusammen aus 7,04 % weißer Bevölkerung, 89,34 % Afroamerikanern, 0,28 % amerikanischen Ureinwohnern, 0,28 % Asiaten, 0,00 % Bewohnern aus dem pazifischen Inselraum und 1,58 % aus anderen ethnischen Gruppen. Etwa 1,48 % stammen von zwei oder mehr Rassen ab und 1,58 % der Bevölkerung sind Spanier oder Latein-Amerikaner.
Von den 407 Haushalten hatten 31,2 % Kinder unter 18 Jahre, die im Haushalt lebten. 42,3 % davon waren verheiratete, zusammenlebende Paare. 24,8 % waren allein erziehende Mütter und 27,8 % waren keine Familien. 25,1 % aller Haushalte waren Singlehaushalte und in 9,1 % lebten Menschen, die 65 Jahre oder älter waren. Die Durchschnittshaushaltsgröße betrug 2,65 und die durchschnittliche Größe einer Familie 3,18 Personen.
28,3 % der Bevölkerung waren unter 18 Jahre alt, 8,2 % von 18 bis 24, 25,3 % von 25 bis 44, 24,7 % von 45 bis 64, und 13,5 % waren 65 Jahre oder älter. Das Durchschnittsalter betrug 36 Jahre. Auf 100 weibliche Personen aller Altersgruppen kamen 89,6 männliche Personen. Auf 100 Frauen im Alter von 18 Jahren und darüber kamen 83,4 Männer.
Das jährliche Durchschnittseinkommen eines Haushalts betrug 23.421 US-Dollar, das Durchschnittseinkommen einer Familie 26.429 US-Dollar. Männer hatten ein Durchschnittseinkommen von 28.833 US-Dollar gegenüber den Frauen mit 21.250 US-Dollar. Das Prokopfeinkommen betrug 12.491 US-Dollar. 31,6 % der Bevölkerung und 28,6 % der Familien lebten unterhalb der Armutsgrenze. Davon waren 38,3 % Kinder und Jugendliche unter 18 Jahren und 27,7 % waren 65 oder älter.